# آبشار دوساری
آبشار دوساری در فاصله ۵ کیلومتری شرق جاده جیرفت به کهنوج در روستای دوساری قرار دارد. به علت خشکسالی آبشار فقط در ماه‌های محدودی آب دارد و یک آبشار فصلی می‌باشد که بیشتر در بهار می‌توان از آن بازدید کرد.